# Petabit
Un petabit es una unidad de información de almacenamiento en la computadora, normalmente abreviado Pbit o a veces Pb.
1 petabit = 1015 bits = 1.000.000.000.000.000 bits.
El petabit está cercanamente relacionado al pebibit, el cual es equivalente 250 bits.